# Epiklese (liturgie)
De epiclesis of epiklese is in de katholieke mis het deel van het eucharistisch gebed tijdens de consecratie waarbij de priester de Heilige Geest aanroept. De epiclesis is essentieel voor de Eucharistie gezien de transsubstantiatie zonder de krachten van de heilige Geest niet kan geschieden. Tijdens andere sacramenten als vormsel en priesterwijding wordt de heilige Geest ook aangeroepen. Dit wordt ook wel epiclesis genoemd.

## Epiclesi in de mis
De smeekbede wordt gebeden kort na het sanctus en voor de opheffing van Brood en Wijn, waarbij de priester zijn handen boven de gaven strekt met het volgende gebed. Tijdens de eerste zin wordt er gebeld met een altaarschel.
| Latijn | Nederlands |
| --- | --- |
| Quam oblationem tu, Deus, in omnibus, quaesumus, † benedictam, † adscriptam, † ratam, rationabilem, acceptabilemque facere digneris: ut nobis † Corpus, et † Sanguis fiat dilectissimi Filii tui Domini nostri Jesu Christi. | Wij smeken U, o God, zend over dit brood en deze wijn, de kracht van Uw Heilige Geest; opdat het voor ons worde het † Lichaam en Bloed van Jezus Christus Uw Zoon onze Heer. |